# Best Cable
Best Cable es una compañía peruana que ofrece servicios de televisión por cable, satélite y por suscripción, aparte de proveer servicios de internet.

## Historia y disponibilidad
Es una empresa constituida en el año 1999 con Resolución Ministerial 130-99-MTC/15.03, concesión que estuvo a nombre de Demóstenes Terrones Fernández, fundador de esta empresa, luego fue transferida a CATV Systems E.I.R.L, a la fecha la empresa tienen concesión única a Nivel Nacional con Resolución Ministerial N° 717-2007 MTC. /05. Se encuentran disponibles en varios distritos de Lima (Conos), Lambayeque (Chiclayo) y Ancash (Casma, Chimbote), cuentan con cinco canales exclusivos.

## Servicios

### TV Cable
Es el servicio de televisión por cable con más de 80 canales incluyendo 5 canales exclusivos.

### Internet
Es el servicio de internet desde 80 megabytes hasta 300 megabytes.

## Canales exclusivos de producción propia
Best Cable posee tres canales exclusivos de producción propia, producidos por Best Cable S.A.C.
- Best Cable TV: es un canal musical y noticioso, se encuentra disponible en el canal 3.
- Best Cable Sports: es un canal deportivo, se encuentra disponible en el canal 6.
- Best Cable Music: es un canal musical, se encuentra disponible en el canal 97.

## Canales exclusivos
Ofrece dos canales exclusivos que no son propiedad de Best Cable.
- Cumbia TV: es un canal musical de cumbia peruana, se encuentra disponible en el canal 98.
- Hatun TV: es un  canal musical de folclore, se encuentra disponible en el canal 99.